# Hà Anh
Vũ Nguyễn Hà Anh (sinh ngày 10 tháng 4 năm 1982 tại Hà Nội), thường được biết đến với nghệ danh Hà Anh, là một người mẫu, người dẫn chương trình, đạo diễn thời trang và ca sĩ người Việt Nam. Cô từng lọt Top 10 Hoa hậu Hoàn vũ Việt Nam 2008 và đạt danh hiệu Á hậu 2 Hoa hậu Việt Nam Toàn cầu 2008. Cô là một trong số ít người mẫu Việt Nam hoạt động sớm và tích cực ở thị trường quốc tế. Hà Anh là người Việt Nam thứ hai được UNICEF chọn làm đại sứ thiện chí bảo về quyền trẻ em tại Việt Nam trong hai nhiệm kỳ liên tiếp.
Cô là giám khảo chính của cuộc thi Vietnam's Next Top Model mùa thứ nhất và là một trong ba giám khảo của chương trình truyền hình thực tế The Next Gentleman mùa đầu tiên. Năm 2011, Hà Anh thử sức với vai trò ca sĩ và đã phát hành được hai đĩa đơn. Cô còn có những đóng góp cho thời trang Việt Nam như là một trong những người tham gia cuộc họp đàm phán với ekip quốc tế Elle Pháp để mang tạp chí Elle về Việt Nam.

## Sự nghiệp
Hà Anh bắt đầu theo đuổi công việc chuyên sâu của người mẫu vào năm 2006 và làm việc với công ty quản lý MOT Models. Cũng trong năm đó, Hà Anh đoạt giải Nhất cuộc thi Người mẫu chuyên nghiệp châu Âu và "Gương mặt châu Á" tại vương quốc Anh. Ban giám khảo đã nhận xét về Hà Anh: "Là người có tiềm năng trở thành người mẫu thành công. Ở em có sự tự tin, có bản lĩnh, sự mềm mỏng xã giao tuyệt vời và phong cách biểu diễn cuốn hút, quý phái một cách tự nhiên không tuân theo bất cứ bài bản nào". Hà Anh cũng tự nhận xét thế mạnh lớn nhất của cô là sự tự tin trên sân khấu và trước ống kính. Đồng thời cũng trong năm 2006, cô ký hợp đồng với hãng Bloomberg và được trình diễn thời trang hàng tuần.
Hà Anh cho biết cô từng diễn cho nhiều show thời trang lớn trên thế giới như London Fashion Week, Paris Ethnic Fashion Week... và chụp hình cho các nhãn hiệu như Lynx, Chloé, Tony & Guy... Cô cũng là gương mặt độc quyền cho hãng đồ nội y Rosy Paris, DKNY trước đó là Redken Tribe xuất hiện thường xuyên tại các tuần lễ thời trang đồ nội y Lingerie International Fashion Week ở Paris, Lyon, New York, Las Vegas, Hồng Kông, Thượng Hải. Tuy nhiên, nguồn tin này chưa được kiểm chứng vì chưa tìm thấy được hình ảnh. Năm 2008, khi đang là người mẫu ở thị trường quốc tế, Hà Anh được mời chụp bìa cho cuốn tiểu thuyết "Eastern Jewel" ( Hòn ngọc Phương Đông) xuất bản tại Anh. Cuốn sách dựa trên một nhân vật có thật trong lịch sử. Yoshiko Kawashima – tên thật là Ái Tân Giác La Hiển Dư, từ một công chúa cách cách cuối triều Mãn Thanh trở thành gián điệp cho quân đội Nhật Bản. Cuối cùng bà bị kết tội là phản quốc và xử tử bằng một phát súng. Cuộc đời đặc biệt và nhiều thăng trầm biến cố của bà trở thành cảm hứng cho nhiều tác phẩm văn học và điện ảnh. Trang bìa cuốn tiểu thuyết, Hà Anh đã diễn tả ánh mắt mạnh mẽ, quyết đoán và cương liệt của một người phụ nữ có số phận đặc biệt, vượt lên khuôn khổ thông thường của thời đại bấy giờ. Cái tên Hà Anh nhanh chóng phủ sóng trên khắp các mặt trận và vươn lên trở thành 1 trong những siêu mẫu hàng đầu của Việt Nam thời bấy giờ, nhẵn mặt trong các fashion show tầm cỡ nhất như Đẹp fashion show, Elle show, Phong Cách... với hầu hết các nhà thiết kế. Là MC cho các event opening của hầu hết các thương hiệu quốc tế tại Việt Nam như Bvlgari, Geox, Lacoste, Salvatore, Lancome, Lexus, Pandora... là MC không thể thiếu trong các lễ trao giải, Gala, event của những tạp chí thời trang hàng đầu như Elle, Đẹp, Harper's Bazaar, Esquire, Cosmopolitan, Style, Herworld... với mọi vai trò MC, người mẫu, ca sĩ, giám khảo...
Hà Anh từng được lựa chọn thay thế Hương Giang tham dự giải Người mẫu châu Á (Asian Top Fashion Model of the Year) nằm trong hệ thống giải thưởng Thời trang châu Á năm 2010 (Asian Fashion 2010) của Trung Quốc và lọt top 5 chung cuộc của giải thưởng. Cô từng được mời tham dự New York Fashion Times và sự kiện ra mắt chương trình America's Next Top Model lần thứ 20 diễn ra tại California, Mỹ. Hà Anh là một trong số ít Siêu mẫu Việt được xuất hiện trên kênh truyền hình danh giá quốc tế Star World về Thời trang vào năm 2015 với vai trò khách mời đặc biệt và Host của chương trình Style Setter nhờ vốn tiếng Anh lưu loát của mình.
Vào đầu năm 2015, cô phát hành tự truyện Là tôi, Hà Anh  nói với sự tham gia thu âm của chính cô và các thành viên trong gia đình cùng người hâm mộ tại Hà Nội và Tp. Hồ Chí Minh. 5.000 bản in của tự truyện đầu tay của cô đã được tiêu thụ. Đến năm 2016, cô tiếp tục cho ra mắt cuốn sách Sống trong thế giới đàn ông chia sẻ về những kinh nghiệm trong cuộc sống. Cuốn sách được tái bản nhiều lần. Hà Anh từng chia sẻ rằng diễn xuất không phải là thế mạnh và đam mê của cô. Vậy nên, cô đã từ chối rất nhiều lời mời đóng phim để tập trung vào thế mạnh người mẫu và đam mê ca hát của mình. Nhưng cô cũng chia sẻ trong lương lai sẽ thử sức với vai trò diễn viên bằng các vai diễn nhỏ.

### Sự nghiệp âm nhạc
Hà Anh thừa thận ca hát là niềm đam mê số một của mình, thậm chí nó đến trước cả thời trang. Hà Anh lần đầu được biểu diễn trên một sân khấu lớn là trong phần thi tài năng của cuộc thi Hoa hậu Trái Đất 2006, hát ca khúc "Hero" – một ca khúc nói về vấn đề môi trường. Năm 2011, Hà Anh và Hồ Trung Dũng tham gia chương trình Cặp đôi hoàn hảo, cũng là sự trở lại sau 6 năm rời xa âm nhạc. Cặp đôi Hà Anh – Trung Dũng ở tuần thứ 2 biểu diễn ca khúc "Còn Gì Khi Anh Vắng Em" đã đạt số điểm cao nhất và giám khảo Lê Hoàng khẳng định Hà Anh "hoàn toàn có thể làm ca sĩ". Hồ Trung Dũng đã nói về cô "là một bạn chơi hoàn hảo" và "làm việc chuyên nghiệp, có trách nhiệm, cảm nhạc tốt và có giọng hát". Tuy nhiên cặp đôi dừng bước ở tuần thứ 5, vì bị cho là biểu diễn chưa tốt ca khúc "Tình 2000". Sau cuộc thi, Hà Anh tuyên bố sẽ chính thức sẽ trở thành ca sĩ một cách nghiêm túc, và đang luyện vũ đạo và thanh nhạc mỗi ngày. Cô nói về việc theo đuổi nghiệp ca hát: "Tôi đã làm việc trong ngành thời trang dưới vai trò một người mẫu suốt 7 năm qua. Đối với tôi, tôi đã đi đến những miền đất tôi mong muốn, trải nghiệm này đối với tôi đã là tạm đủ. Tôi rất sẵn sàng cho một chặng đường mới, những thử thách mới trong cuộc sống".
Năm 2012, Hà Anh góp mặt trong video âm nhạc "Mario" của nam ca sĩ Minh Beta, người từng sáng tác và thể hiện thành công ca khúc "Việt Nam ơi".

### Cuộc thi sắc đẹp
Hà Anh được đánh giá là sở hữu gương mặt đẹp lạ với hàm răng "hô" đặc trưng hay được gọi là "signature" của Hà Anh, thêm vào đó là hình thể cân đối và vòng eo nhỏ (58 cm). Năm 2005, cô tham dự và lọt vào Top 10 cuộc thi Hoa hậu phụ nữ Việt Nam qua ảnh do báo Thế giới phụ nữ tố chức, đồng thời đoạt giải Hình thể đẹp nhất. Cô cũng là đại diện của Việt Nam đi thi Hoa hậu Trái Đất 2006 được tổ chức tại thủ đô Manila của Philippines. Tuy không lọt vào Top 16 của cuộc thi nhưng cô đã giành được ngôi vị Á hậu 1 tại phần thi phụ Hoa hậu Tài năng (Miss Talent). Tháng 5 năm 2008, Hà Anh tham gia Hoa hậu Hoàn vũ Việt Nam và nhận được nhiều kỳ vọng sẽ đăng quang. Đêm chung kết diễn ra, Hà Anh dừng chân ở Top 10 chung cuộc và không được đọc tên vào Top 5 người đẹp nhất, cô đã quay người đi thẳng vào cánh gà thể hiện rõ sự thất vọng. Cô đã chia sẻ: "Tôi hơi buồn vì công sức bỏ ra đã không nhận được kết quả tương xứng. Nhưng không sao cả vì tôi đã xác định từ đầu là tham gia cuộc thi không phải vì danh hiệu, mà vì muốn được cống hiến cho đất nước. Tôi không trở ra sân khấu vì cảm thấy vai trò của mình trong cuộc thi đến đó là đủ. Tôi muốn nhường lại sân khấu cho các bạn – những thí sinh cũng rất xinh đẹp". Sau cuộc thi, Hà Anh tiếp tục dự thi Hoa hậu Việt Nam Toàn cầu tại Hoa Kỳ và được lên ngôi Á hậu 2. Cô nói đã rút kinh nghiệm từ cuộc thi Hoa hậu Hoàn vũ Việt Nam 2008 là phát huy thế mạnh của bản thân, tỏa sáng bằng những gì mình có thay vì cố điều chỉnh mình theo quan điểm của số đông.

## Công tác xã hội
Ngày 22 tháng 4 năm 2009, Hà Anh đã nhận lời làm đại sứ thiện chí cho chiến dịch mang tên Hành trình cam (Agent Orange Victims) – một chuyến đi dọc chiều dài Việt Nam do tổ chức Orange Carers tổ chức để ủng hộ các nạn nhân chất độc da cam. Ngày 25 tháng 6 năm đó, cô được đấu giá cho một cuộc hẹn trị giá 1050 USD trong chương trình "Đấu giá cuộc hẹn với người nổi tiếng" nhằm mục đích quyên góp tiền để phẫu thuật cho trẻ em bị dị tật ở môi và hàm ếch tại Việt Nam.
Ngày 18 tháng 8 năm 2010, Vũ Nguyễn Hà Anh chính thức được Quỹ Nhi đồng Liên Hợp Quốc bổ nhiệm làm đại sứ thiện chí của UNICEF (2 nhiệm kỳ từ 8/2010 – 8/2013) tại Việt Nam, với 5 nhiệm vụ chính: đấu tranh chống kỳ thị và phân biệt đối xử với trẻ em bị ảnh hưởng bởi HIV/AIDS, nâng cao nhận thức của giới trẻ về phòng chống HIV/AIDS, vận động thực hiện an toàn giao thông và tầm quan trọng của việc đội mũ bảo hiểm cho trẻ em, khuyến khích những thay đổi về mặt xã hội và văn hóa liên quan đến việc nuôi con bằng sữa mẹ và lựa chọn giới tính thai nhi. Cô là người Việt Nam thứ hai nhận được vinh dự này sau cầu thủ Lê Huỳnh Đức. Cô cũng là người Việt Nam thứ 2 được UNICEF (Quỹ Nhi đồng Liên Hợp Quốc ) chọn làm đại sứ thiện chí bảo về quyền trẻ em tại Việt Nam trong 2 nhiệm kỳ liên tiếp.
Ngày 28 tháng 9 năm 2011, cô là một trong mười đại sứ của "Mỗi bức ảnh – Một hành động", chương trình người nổi tiếng chung tay bảo vệ môi trường tại Việt Nam. Tấm hình tham dự của cô được chụp chân dung và có một nhánh cây che nửa mặt, mang thông điệp: "Yêu thương và bảo vệ rừng như chính con người bạn". Tháng 7 năm 2012, trước sự kiện Quốc hội cân nhắc việc công nhận hôn nhân đồng giới, Hà Anh cũng đã lên tiếng ủng hộ và phản đối sự kỳ thị, phân biệt giới tính. Tháng 10 năm 2013, Hà Anh được tổ chức quốc tế Global Angels bổ nhiệm làm đại sứ quốc tế cho tổ chức bên cạnh những cái tên lừng danh như ngôi sao ca nhạc Natasha Bedingfield và Joss Stone. Tổ chức bảo vệ quyền lợi và sức khoẻ cho phụ nữ và trẻ em trên toàn thế giới. Ngoài ra, Hà Anh cũng vinh dự được bổ nhiệm làm đại sứ của các tổ chức và chiến dịch khác như: Đại sứ bảo vệ động vật hoang dã, Đại sứ Operation Smile, Đại sứ Road Safety.

## Đời tư
Hà Anh từng phát biểu: "Tôi thẳng tính và điều này dễ làm mếch lòng người khác", cũng như không biết "bọc mật cho ngôn từ" hay "giả ngoan hiền lấy lòng số đông". Điều này dẫn đến không ít scandal ầm ĩ, có nơi còn gắn cho cô danh hiệu "nữ hoàng thị phi". Thậm chí Hà Anh sau đó đã phải thuê đại diện luật sư để bảo vệ phát ngôn và hình ảnh, tránh việc những lời nói của mình bị báo chí xuyên tạc. Ngoài ra, cô còn nhận mình là người nghiêm túc trong tình cảm, mới chỉ yêu thực sự có ba người và không có những mối tình qua đường. Mối tình dài nhất của Hà Anh là với bạn trai người Anh Andrew. Họ quen nhau năm 2004 khi cả hai người đang làm việc tại Luân Đôn. Thời gian đó này cô vẫn thường viết và đăng hình ảnh của bạn trai lên blog cá nhân và gọi với biệt danh là "Mèo". Hai người chia tay nhau năm 2009, Hà Anh chia sẻ: "Tình cảm của chúng tôi tốt đẹp nhưng thực sự chưa đủ để tôi có thể mạnh dạn đi đến tương lai lâu dài". Ngay sau đó cô bị nghi ngờ có tình cảm với stylist Henry Hubert, nhưng Hà Anh đã bác bỏ tin đồn này. Cuối năm 2011, sau khi hợp tác ăn ý với nhau trong cuộc thi Cặp đôi hoàn hảo, Hồ Trung Dũng đã khẳng định mối quan hệ với Hà Anh "chắc chắn là sẽ thân hơn tình bạn" và cả hai có "cùng quan điểm sống, cùng quan điểm âm nhạc" gây nên nghi vấn về tình cảm giữa hai người. Hà Anh sau đó cũng dành nhiều lời khen ngợi dành cho Dũng cùng nhiều lần hợp tác với anh trên các sân khấu ca nhạc.
Năm 2013, Hà Anh công bố bạn trai mình là đầu bếp Bobby Chinn sau khi quen và yêu nhau gần một năm  Ngày 26 tháng 3 năm 2014 Hà Anh tuyên bố trên trang cá nhân đã chính thức chia tay Bobby Chinn sau hai năm hẹn hò. Chỉ vài tháng sau đó cô chính thức công khai với bạn trai mới những hình ảnh hai người đi nghỉ bên nhau hết sức ngọt ngào. Bạn hiên tại của Hà Anh có quốc tịch Anh Quốc tuy danh tính chưa được công khai chính thức với người hâm mộ. Năm 2016, cô kết hôn với thầy giáo người Anh sinh năm 1984 tên Oliver Dowden, kém cô 2 tuổi. Olly hiện là giáo viên của một trường tiểu học quốc tế tại Thành phố Hồ Chí Minh. Tháng 6 năm 2018, cả hai có một con gái, đặt tên là Myla Vu Dowden.

### Tranh cãi vớiVietnam's Next Top Model
Năm 2010, Hà Anh, Huy Võ, Đức Hải được mời làm giám khảo mới cho Vietnam's Next Top Model mùa thứ nhất, thay cho 3 vị giám khảo cũ ở vòng casting. Cuộc thi năm đó được tổ chức khá thành công và danh hiệu quán quân thuộc về Huyền Trang, á quân thuộc về Tuyết Lan. Sau cuộc thi, Huyền Trang một mình sang New York lập nghiệp dưới sự giúp đỡ của Huy Võ và Hà Anh. Hà Anh cũng nhận xét Trang "có nhiều tiềm năng thành công tại thị trường quốc tế".
Tháng 2 năm 2012, ban tổ chức Vietnam's Next Top Model thông báo Tuyết Lan và Hoàng Thùy – quán quân mùa thứ 2 được mời đi dự New York Fashion Week 2012 và là hai gương mặt châu Á nổi bật trên sàn diễn. Khi được hỏi về việc các người mẫu của Việt Nam đi diễn tại New York Fashion Week, Hà Anh chia sẻ với báo chí rằng Huyền Trang đã rất vất vả khi phải trải qua 50 cuộc casting mới được có mặt tại 5 show trong khuôn khổ New York Fashion Week 2012, còn Tuyết Lan và Hoàng Thùy chỉ trình diễn ở Couture Fashion Week – một hoạt động diễn ra cũng thời điểm. Một số người hâm mộ của Hà Anh cho rằng cô đúng và chỉ trích ban tổ chức đã PR quá đà. Tuy nhiên, siêu mẫu quốc tế Tyra Banks đã xác nhận rằng đúng là Hoàng Thùy và Tuyết Lan đã trình diễn tại New York Fashion Week, thậm chí Hoàng Thùy còn từng là vedette trong một show diễn của nhà thiết kế Laurel DeWitt. Ban tổ chức Vietnam's Next Top Model cũng lên án những phát biểu Hà Anh là bịa đặt, vô căn cứ. Bà Quỳnh Trang, giám đốc sản xuất chương trình lên tiếng: "Tôi cho rằng những phát biểu của Hà Anh là do cô ấy muốn thỏa mãn sự hiếu thắng của mình. Tôi tự hỏi cô ấy có bao giờ được góp mặt tại New York Fashion Week chưa mà lại phát biểu như vậy", và dọa sẽ kiện cô nếu không xin lỗi. Nhà thiết kế Đỗ Mạnh Cường cũng có những phát ngôn công kích Hà Anh trên facebook, gọi cô là kẻ "nhỏ nhen, ghen ăn tức ở", "nhồi nhét vào đầu Huyền Trang những suy nghĩ đen tối". Trước những cáo buộc từ phía ban tổ chức, Hà Anh nói: "Nếu tự vơ vào mình rồi tự ái, giận dỗi nói qua nói lại, chửi nọ chửi kia cá nhân thì Hà Anh không có hứng thú đối đáp. Đây không thuộc cách hành xử Hà Anh được nuôi dạy" nhưng cô tuyên bố "Hãy kiện tôi đi, tôi cũng mong được ra toà để đưa mọi việc ra ánh sáng.
Bà Quỳnh Trang còn tiết lộ một thông tin với báo chí là Hà Anh mất vị trí trong ban giám khảo vì cô không công tâm, có hiềm khích nên luôn trù dập Tuyết Lan. Tuyết Lan cũng trả lời trên báo rằng cô không được danh hiệu quán quân Vietnam's Next Top Model là do bị Hà Anh chơi xấu, dìm hàng chỉ vì một lần quên không chào, còn bây giờ cô không ngại chạm trán với Hà Anh nữa vì đã có vị trí của riêng mình. Sau phát ngôn này, Tuyết Lan đã phải hứng chịu luồng phản đối nặng nề của dư luận và bị gọi là kẻ "trơ tráo", "ăn cháo đá bát". Vài ngày sau, Hà Anh viết trên facebook một bức thư trả lời Tuyết Lan, đưa ra đầy đủ những lý do Tuyết Lan không thể trở thành quán quân và nhắc nhở: "Em còn ít tuổi, em có đủ tiềm năng, em cứ từ từ mà sống đúng với lứa tuổi của mình, từ từ mà lao động phấn đấu cho đúng với thành quả của mình. Thành công em đạt được không nhất thiết phải bằng cách dẫm đạp lên những người khác".

## Giải thưởng
- Top 5 Người mẫu châu Á – Asian Top Fashion Model of the Year (nằm trong hệ thống giải thưởng Thời trang châu Á năm 2010 – Asian Fashion 2010)[7]
- Đại sứ thiện chí bảo về quyền trẻ em tại Việt Nam – UNICEF (Quỹ Nhi đồng Liên Hợp Quốc) bầu chọn, 2 nhiệm kỳ[1]